# Giacomo Carissimi
Giacomo Carissimi (Marino, gedoopt op 18 april 1605 - Rome, 12 januari 1674) was een Italiaans componist. Zijn exacte geboortedatum is niet bekend, maar was waarschijnlijk 1604 of 1605 in Marino, nabij Rome.
Zijn vader was een kuiper. Giacomo werd op twintigjarige leeftijd kapelmeester in Assisi. In 1628 werd hij in dezelfde functie benoemd aan de Sant'Apollinare, de kerk van het Collegium Germanicum in Rome, waar hij tot zijn dood is gebleven. Hij werd in 1637 tot priester gewijd.
Waarschijnlijk zijn grootste bijdragen aan de muziek, zijn de ontwikkeling van het recitatief dat verder werd ontwikkeld door Claudio Monteverdi, en de cantates in de kamermuziek, die de plaats van de madrigalen, tot dan toe in zwang, hebben overgenomen.
Carissimi is ook bekend vanwege de compositie van de eerste oratoria, waarvan Jephte het bekendste is. Handschriften van de meeste van zijn oratoria worden bewaard in de Bibliothèque nationale de France te Parijs.
Het graf van Carissimi is te vinden in de basiliek van Sant'Apollinare alle Terme Neroniane-Alessandrine in Rome.
- Bibsys: 90372580
- Biblioteca Nacional de España: XX1648778
- Bibliothèque nationale de France: cb138921624 (data)
- Catàleg d'autoritats de noms i títols de Catalunya: 981058510935106706
- CiNii: DA03380757
- Gemeinsame Normdatei: 118668404
- International Standard Name Identifier: 0000 0001 0872 6007
- Library of Congress Control Number: n82164742
- Nationale Bibliotheek van Letland: 000037634
- MusicBrainz: db4037c3-24e1-428d-9b6e-de12956d5b09
- Bibliotheek van het Japanse parlement: 01052995
- Nationale Bibliotheek van Tsjechië: jn19990001329
- Nationale bibliotheek van Australië: 35442923
- Nationale Bibliotheek van Israël: 987007283664305171
- Nationale Bibliotheek van Polen: a0000001911389
- Nationale en Universitaire bibliotheek Zagreb: 000670650
- Nederlandse Thesaurus van Auteursnamen: 095874127
- Istituto Centrale per il Catalogo Unico: CFIV119124
- LIBRIS: 213974
- SNAC: w6sj1mh1
- Système universitaire de documentation: 077832701
- Trove: 954504
- Virtual International Authority File: 14957743
- WorldCat: E39PBJgH9wh4KyJT7CmJ9mpHG3